# 角川小説賞
角川小説賞（かどかわしょうせつしょう）は、角川書店がその年に自社が出版した小説作品から受賞作をきめる文学賞である。1974年から1985年まで続いた。発表誌は『野性時代』。

## 受賞作一覧

### 第1回から第10回
- 第01回 （1974年） 赤江瀑 「オイディプスの刃」
- 第02回 （1975年） 河野典生 「明日こそ鳥は羽ばたく」
- 第03回 （1976年） 森村誠一 「人間の証明」
- 第04回 （1977年） 山田正紀 「神々の埋葬」
- 第05回 （1978年） 谷克二 「狙撃者」
- 第06回 （1979年） 田中光二 「血と黄金」 ・ 笠井潔 「バイバイ、エンジェル」
- 第07回 （1980年） 赤川次郎 「悪妻に捧げるレクイエム」 ・ 山村正夫 「湯殿山麓呪い村」
- 第08回 （1981年） 小林久三 「父と子の炎」 ・ 谷恒生 「フンボルト海流」
- 第09回 （1982年） 泡坂妻夫 「喜劇悲奇劇」
- 第10回 （1983年） 矢作俊彦 司城志朗 「暗闇にノーサイド」

### 第11回から第12回
- 第11回 （1984年） 北方謙三 「過去・リメンバー」
- 第12回 （1985年） 中津文彦 「七人の共犯者」